# Archie Manning
Elisha Archibald "Archie" Manning III (19 de maio de 1949, Drew, Mississippi) é um ex-jogador de futebol americano, que atuava na posição de quarterback na National Football League. Ele é o pai dos quarterbacks Peyton Manning e Eli Manning. Ele também é pai do ex-receiver Cooper Manning de Ole Miss.

## Começo da carreira
Manning nasceu em Drew, Mississippi. Ele cresceu de forma envolvida com o esporte praticando futebol americano, basquete, beisebol e atletismo. Seu irmão mais novo, Mervyn, atuou na Universidade de Michigan mas se machucou antes que pudesse atuar profissionalmente. Seu pai, Elisha Archibald Jr., que era conhecido como "Buddy", também era interessado por esportes, mas devido ao seu emprego, não podia ir ver o filho nos jogos. Ao invés disso, Archie (III) se inspirou na estrela local, James Hobson. Manning estudou na Drew High School. Ao se formar, ele foi escolhido por quatro vezes em Drafts da Major League Baseball (a liga profissional de beisebol dos Estados Unidos), sendo em 1967 pelos Braves, duas vezes pelos White Sox e em 1971 pelos Royals. No verão de 1969, seu pai cometeu suicídio.

## Faculdade

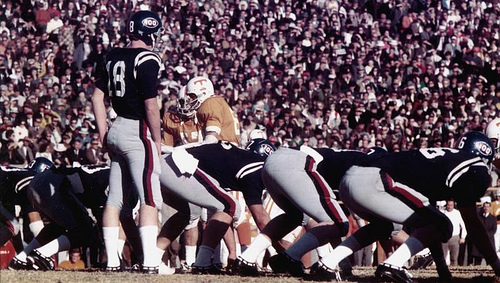
Manning, de pé (#18), em um jogo por Ole Miss.

Archie Manning jogou pela Universidade do Mississippi e foi quarterback titular de Ole Miss por três anos. Manning fez o que pode enquanto jogava na universidade, pois apesar do talento reconhecido, seu time não era dos melhores. Durante sua carreira na faculdade ele lançou para 4 753 jardas e fez 56 touchdowns, além de ter corrido para 823 jardas. Nos anos de 1969 e 1970, ele foi nomeado All-SEC e sua camisa (#18) foi aposentada em Ole Miss.

## Carreira na NFL
Depois de terminar a faculdade em Ole Miss, Manning foi selecionado no Draft da NFL pelo New Orleans Saints sendo escolhido na segunda escolha na primeira rodada. Manning jogou pelos Saints por 10 temporadas completas, nunca terminando com mais vitórias do que derrotas. Apesar disso, ele ganhou respeito dos especialistas e analistas da NFL; o escritor da Sports Illustrated Paul Zimmerman lembra que o defensive linemen Jack Youngblood, em particular, conseguia com muita facilidade chegar até Manning para fazer o sack, graças a péssima proteção de seus bloqueadores.
Em 1972, ele liderou a liga em passes tentados e completados, e também liderou a National Football Conference em jardas, com o time conquistando apenas 2 vitórias e sofrendo 11 derrotas além de 1 empate. Em 1978, ele foi nomeado NFC Player Of The Year pela UPI depois de liderar os Saints a 7 vitórias e 9 derrotas. Naquele mesmo ano, Archie foi nomeado All-NFC tanto pela UPI e pela The Sporting News.
Manning foi selecionado para o Pro Bowl em 1978 e em 1979. Ele acabou por encerrar a sua carreira no Houston Oilers (1982-1983) e no Minnesota Vikings (1983–1984), onde ele alcançou 6 vitórias e 35 derrotas no total. Ele terminou sua carreira de 13 anos na liga com 2 011 passes completados de 3 642 tentados para 23 911 jardas e 125 touchdowns, com 173 interceptações. Ele também conseguiu correr para 2 197 jardas e fazer 18 touchdowns terrestres. Seus 2 011 passes completados o colocam na posição n° 17 na história da NFL nesta estatística, à época. Como titular, Archie Manning conseguiu 35 vitórias e sofreu 101 derrotas além de 3 empates (26,3%), sendo estes números os piores para um QB com pelo menos 100 jogos como titular na história da NFL.

## Família

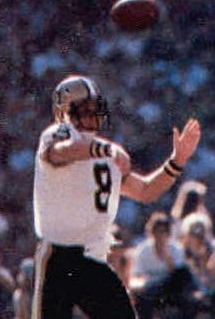
Archie jogando pelos Saints em 1980.

### Olivia Manning
Olivia Manning, sua esposa, veio de Philadelphia, Mississippi, e estudou também em Ole Miss, onde eles se conheceram. Os dois se casaram e foram então morar em Nova Orleans. Archie e Olivia tiveram três filhos e ela se tornou mais ativa em trabalhos comunitários em sua comunidade, fazendo inclusive vários trabalhos de assistência após o Furacão Katrina.

### Cooper Manning
Cooper Manning, o filho mais velho de Archie, nasceu em 1974. Ele atuou como wide receiver no colegial onde recebeu as honras de All-State High School, e foi então atuar na Universidade do Mississippi. Depois dos testes, os médicos o diagnosticaram com estenose espinhal (um estreitamento no canal espinhal), o que colocou um fim em sua carreira no futebol americano.

### Peyton Manning
Peyton Manning, é o segundo filho de Archie, nascido em 1976. Ele atuou por catorze anos como quarterback pelo Indianapolis Colts e foi o primeiro selecionado no Draft da NFL em 1998. Ele jogou pela Universidade do Tennessee antes de virar profissional. Peyton tem dois títulos de Super Bowl (a edição XLI com os Colts e a 50 com os Broncos). Ele também foi nomeado cinco vezes MVP da liga, além de quatorze idas para o Pro Bowl.

### Eli Manning
Eli Manning, é o filho mais novo de Archie, nascido em 1981. Ele atuou como quarterback pelo New York Giants. Assim como seu pai, ele jogou na Universidade do Mississippi e jogou por Ole Miss também como QB. Ele liderou os Giants na vitória do Super Bowl XLII e, assim como o irmão, foi nomeado MVP das finais. Com um placar de 17 a 14, Eli e os Giants derrotaram o favorito e invicto New England Patriots em 3 de fevereiro de 2008. Em 5 de fevereiro de 2012, mais uma vez contra os Patriots, ele ajudou os Giants a ganhar outro Super Bowl (XLVI) por 21 a 17. Eli foi selecionado quatro vezes para o Pro Bowl e se aposentou em janeiro de 2020.